# Joe Palooka
Joe Palooka (Pancho Tronera o Pancho Mamporro en algunos países hispanohablantes) fue una tira de prensa estadounidense acerca de un campeón de boxeo, personaje creado por Ham Fisher en 1921. Su debut fue en 1930 y llegó a ser publicada en 900 rotativos. En 1948, Joe Palooka fue una de las cinco tiras más populares.

## Historieta
Joe Palooka apareció en varios comic books, siendo las primeras reimpresiones de las tiras pero posteriormente empezaron a aparecer historias aparte de las publicadas en los diarios. En 2012, IDW Publishing lanzó una revista donde Palooka se convierte en un luchador de artes marciales mixtas.

## Personajes
- Joe Palooka - boxeador, es el personaje principal.
- Knobby Walsh - manejador de Joe.
- Ann howe - chica de sociedad.
- Lettle Ayala - un pequeño mudo.
- Humphrey Pennyworth - un herrero.

## Radio
Fue transmitida la serie en la CBS en 1932 protagonizada por, Teddy Bergman.

## Cine y televisión
Joe Palooka debutó en Palooka (1934) protagonizada por Stuart Erwin. Posteriormente se hicieron series para la televisión protagonizadas por Joe Kirkwood, Jr.

## Filmografía
Cine
1. Palooka (1934)
2. Joe Palooka, Champ (1946)
3. Gentleman Joe Palooka (1946)
4. Joe Palooka in the Knockout (1947)
5. Joe Palooka in Fighting Mad (1948)
6. Joe Palooka in Winner Take All (1948)
7. Joe Palooka in the Big Fight (1949)
8. Joe Palooka in the Counterpunch (1949)
9. Joe Palooka Meets Humphrey (1950)
10. Joe Palooka in Humphrey Takes a Chance (1950)
11. Joe Palooka in the Squared Circle (1950)
12. Joe Palooka in Triple Cross  (1951)

Televisión
1. For the Love of Pete (1936)
2. Here's Howe (1936)
3. Punch and Beauty (1936)
4. The Choke's on You (1936)
5. The Blonde Bomber (1936)
6. Kick Me Again (1937)
7. Taking the Count (1937)
8. Thirst Aid (1937)
9. Calling All Kids (1937)